# Championnats du monde Xterra 2022
Navigation
Édition précédente Édition suivante
Les championnats du monde Xterra 2022, organisé par la Team Unlimited depuis 1986, se déroule les  1er et 2 octobre à Molveno dans la province autonome de Trente en Italie. C'est la première fois de son histoire que la course se déroule en dehors de l'ile de Maui dans l'état d'Hawaï aux États-Unis. Les triathlètes qualifiés, professionnels ou amateurs s'affrontent lors d'une épreuve sur distance M, avec 1500 m de natation, 30 km de vélo tout terrain (VTT) et 10 km de course à pied hors route.

## Résultats
Les tableaux présentent les « Top 10 » hommes et femmes des championnats du monde.
| Position           | Triathlète              | Pays     | Temps           |
| ------------------ | ----------------------- | -------- | --------------- |
| Médaille d'or      | Arthur Serrières        | France   | 2 h 38 min 22 s |
| Médaille d'argent  | Arthur Forissier        | France   | 2 h 41 min 4 s  |
| Médaille de bronze | Ruben Ruzafa            | Espagne  | 2 h 41 min 23 s |
| 4                  | Jens Emil Sloth Nielsen | Danemark | 2 h 43 min 54 s |
| 5                  | Sébastien Carabin       | Belgique | 2 h 45 min 7 s  |
| 6                  | Félix Forissier         | France   | 2 h 45 min 47 s |
| 7                  | Maxim Chané             | France   | 2 h 46 min 2 s  |
| 8                  | Lukas Kočař             | Tchéquie | 2 h 46 min 18 s |
| 9                  | François Vie            | Portugal | 2 h 48 min 2 s  |
| 10                 | Franco Pesavento        | Italie   | 2 h 48 min 12 s |

| Position           | Triathlète         | Pays             | Temps           |
| ------------------ | ------------------ | ---------------- | --------------- |
| Médaille d'or      | Solenne Billouin   | France           | 3 h 11 min 5 s  |
| Médaille d'argent  | Sandra Mairhofer   | Italie           | 3 h 12 min 48 s |
| Médaille de bronze | Alizée Patiès      | France           | 3 h 18 min 39 s |
| 4                  | Lesley Paterson    | Royaume-Uni      | 3 h 22 min 6 s  |
| 5                  | Marta Menditto     | Italie           | 3 h 24 min 54 s |
| 6                  | Ségolène Léberon   | France           | 3 h 25 min 36 s |
| 7                  | Daisy Davies       | Royaume-Uni      | 3 h 28 min 1 s  |
| 8                  | Héléna Erbenová    | Tchéquie         | 3 h 30 min 56 s |
| 9                  | Jindřiška Zemanová | Tchéquie         | 3 h 34 min 10 s |
| 10                 | Elizabeth Orchard  | Nouvelle-Zélande | 3 h 34 min 45 s |